# Peter van Uhm

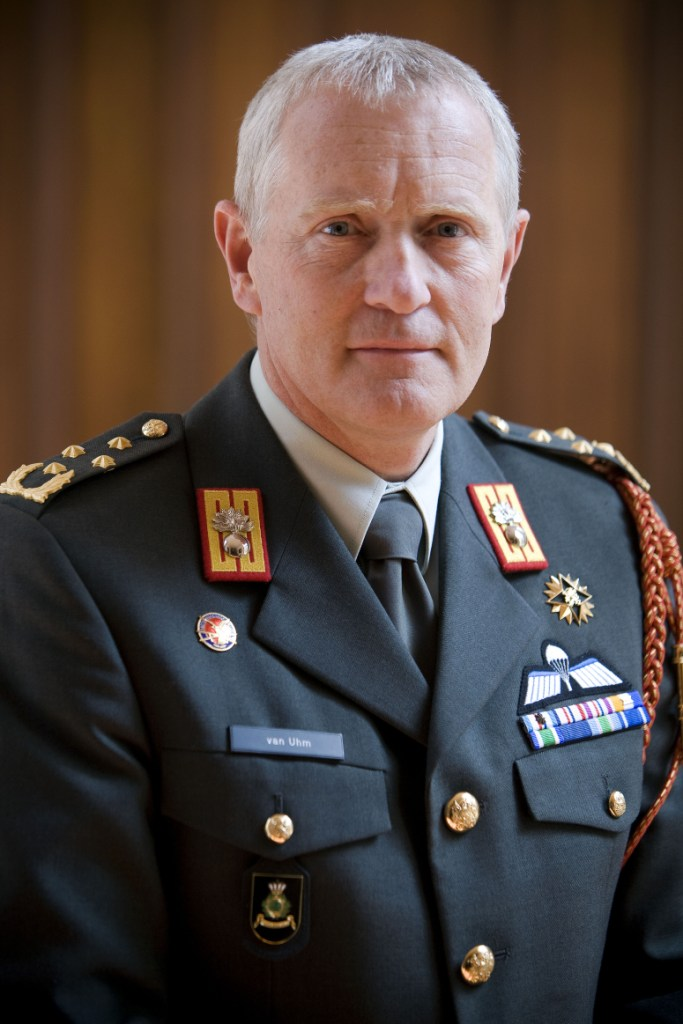
Peter van Uhm

Peter van Uhm (* 15. Juni 1955 in Nimwegen) ist ein niederländischer General. Er war von 2008 bis 2012 der oberste Kommandeur der niederländischen Streitkräfte.

## Leben
Nach dem Abschluss seiner Schulausbildung ging er 1972 an die Koninklijke Militaire Academie (Königliche Militärakademie) in Breda. 1982 wurde er Kompaniechef im 43. Panzerbataillon und ging 1983 mit dieser Einheit in den Libanon. 1984 bis 1986 besuchte er die Hogere Krijgsschool (Höhere Militärschule). Im Jahr 2000 ging er als Brigadegeneral im Rahmen der SFOR nach Sarajevo. Am 5. September 2005 wurde der inzwischen zum Generalleutnant ernannte van Uhm oberster Befehlshaber des niederländischen Heeres.
Am 17. April 2008 wurde Peter van Uhm als Nachfolger von Dick Berlijn zum Oberkommandeur der niederländischen Streitkräfte ernannt. Sein Sohn Dennis van Uhm, der als Oberleutnant in Afghanistan stationiert war, kam wenige Stunden nach der Ernennung seines Vaters bei einem Bombenanschlag ums Leben.